# 舒格洛夫鎮區 (阿肯色州錫巴斯琴縣)
舒格洛夫鎮區（英語：Sugarloaf Township）是位於美國阿肯色州錫巴斯琴縣的一個行政鎮區。

## 地方資料
舒格洛夫鎮區的面積為119.73平方千米，當中陸地面積為118.23平方千米，而水域面積為1.50平方千米。根據2010年美國人口普查的數據，當地共有人口1657人，而人口密度為每平方千米13.84人。